# Raid aérien sur Potsdam

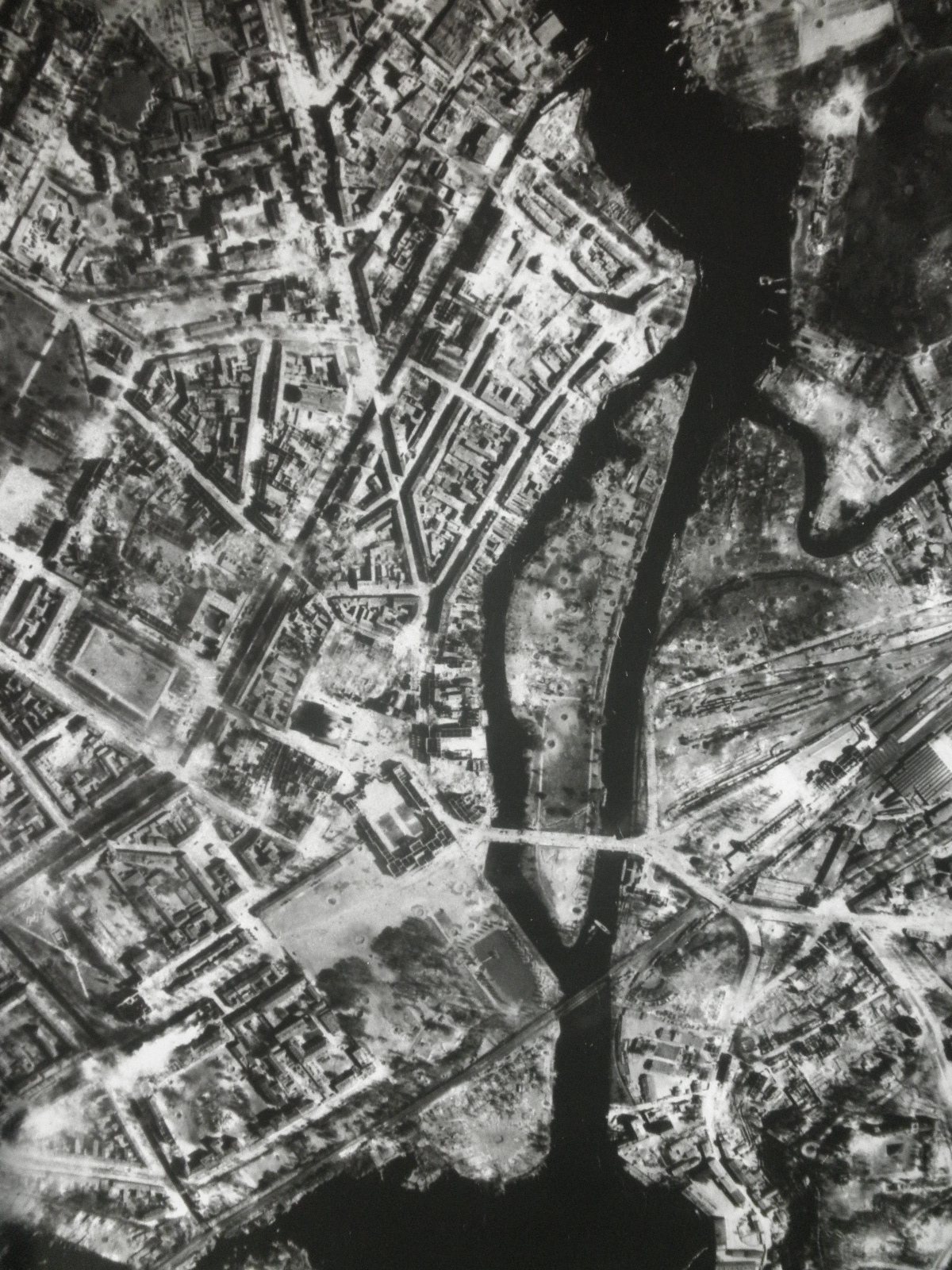
Vue aérienne après le bombardement de Potsdam (exposition dans le pavillon d'Alter Markt en juillet 2016)

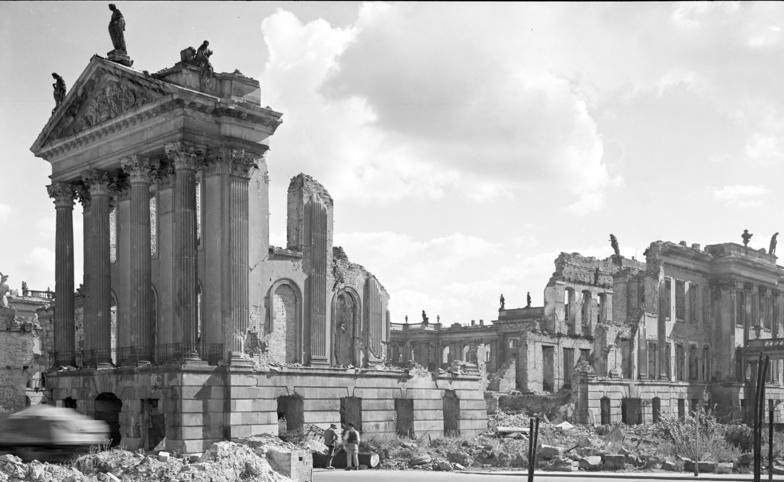
Château de la ville de Potsdam détruit

Le raid aérien sur Potsdam, également connu sous le nom de "Nuit de Potsdam", a lieu le 14 avril 1945 à partir de 22h16. De grandes parties du centre-ville sont détruites. Très peu de temps après l'avertissement de raid aérien, 490 Lancaster quadrimoteurs lourds de la Royal Air Force britannique larguent environ 1700 tonnes de bombes (bombes explosives, bombes minières, bombes incendiaires). 1593 Potsdamois sont morts dans le bombardement ou après dans les incendies, près de 1000 bâtiments du centre-ville sont entièrement détruits et environ 60 000 personnes se sont retrouvées sans abri.

## Événements

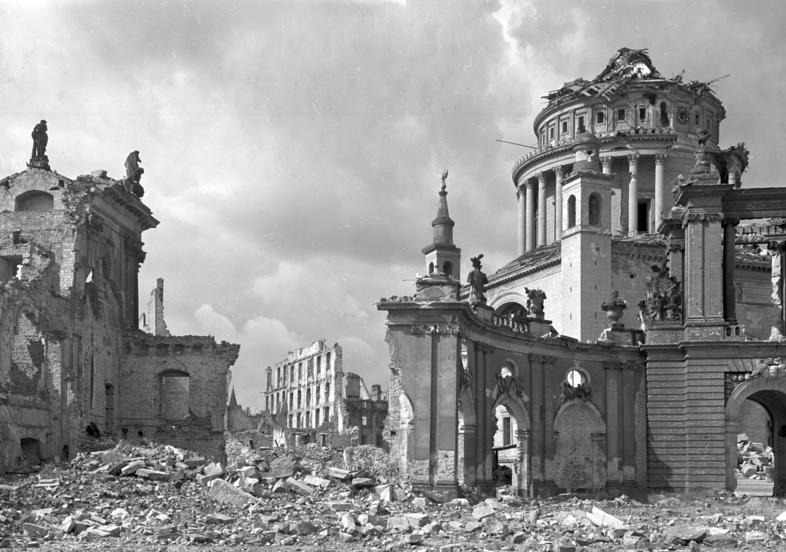
Église Saint-Nicolas

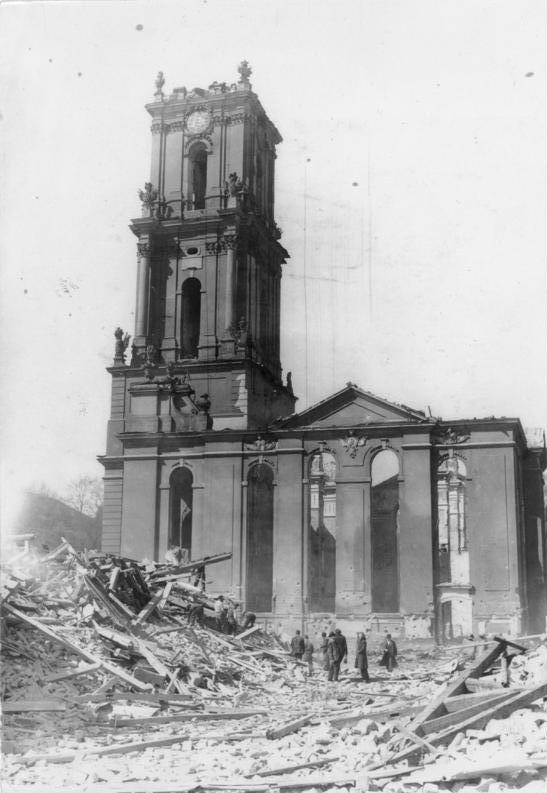
L'église de la Garnison incendiée après le raid aérien

Selon les indications des Alliés, l'objectif principal de l'attaque était la gare de la ville de l'époque. Celle-ci ne présentait cependant aucun intérêt militaire. La quantité de bombes, le nombre élevé de bombes incendiaires utilisées et le marquage de la vieille ville comme zone cible par quatre fusées éclairantes - la gare se trouve en bordure de la zone cible - indiquent que la vieille ville a été détruite de manière ciblée. Ceci est confirmé par des documents de la Royal Air Force remis après 1990. La cible principale de l'attaque était la vieille ville de Potsdam. La majeure partie de la vieille ville du sud et de l'est de Potsdam et la zone au nord-est du Brauhausberg (de) ont également été touchées et ont subi de graves dommages. Le château de la ville, l'église de la Garnison et d'autres bâtiments importants de la ville ont brûlé. De grandes parties de la banlieue de Berlin (de) ont été incendiées et des parties de Babelsberg ont également été touchées. Les archives du Reich sur le Brauhausberg ont brûlé. Les bâtiments du centre-ville de Potsdam et de la banlieue de Berlin ont été détruits ou endommagés jusqu'à 97 %. Babelsberg s'en sortit relativement bien avec un taux de destruction ou d'endommagement de 23 %.
Certains bâtiments de valeur ont survécu à la "Nuit de Potsdam", mais ont été gravement endommagés. Il s'agit notamment de l'église Saint-Nicolas et de l'ancien hôtel de ville (de) sur l'Ancien Marché (de) - qui ont été restaurés après la guerre - de l'église du Saint-Esprit (de) et du théâtre (de) de la vieille ville orientale, qui ont été démolis après 1945, et du Monoptère (de) sur l'orphelinat militaire de Breite Straße. Cependant, les combats autour de Potsdam se poursuivent. Lorsque la ville est déclarée "forteresse (de)", des postes d'observation occupent les points de vue les plus élevés. Ceux-ci sont détruits par des tirs d'artillerie par les troupes soviétiques pendant des jours autour du 24 avril ; de nombreuses autres structures qui avaient survécu jusque-là ont pris feu et ont également été perdues. Seuls les parcs et leurs châteaux ont été épargnés de destructions majeures.

## Mémoire

### Sites funéraires et mémoriaux dans le Nouveau Cimetière
Le nouveau cimetière abrite un grand mémorial ("champs d'honneur des victimes des bombardements" I et II) avec des tombes individuelles et collectives pour 1641 citoyens de Potsdam enterrés ici, qui ont pour la plupart perdu la vie dans la nuit du 14 au 15 avril 1945. Champ d'honneur des victimes des bombardements I : 341 tombes individuelles des victimes des bombardements individuels de 1939-1945. Les croix en granit sont posées en 1993. Champ d'honneur des victimes des bombardements II : 1 370 morts des années 1943-1945. Il s'agit surtout de victimes du bombardement du 14 avril 1945 ; mais aussi de morts des derniers jours de la guerre à et autour de Potsdam, soldats, civils, étrangers. Un monument datant de 1979 porte l'inscription : À LA MÉMOIRE DES VICTIMES DU BOMBARDEMENT DE POTSDAM LE 14 AVRIL 1945

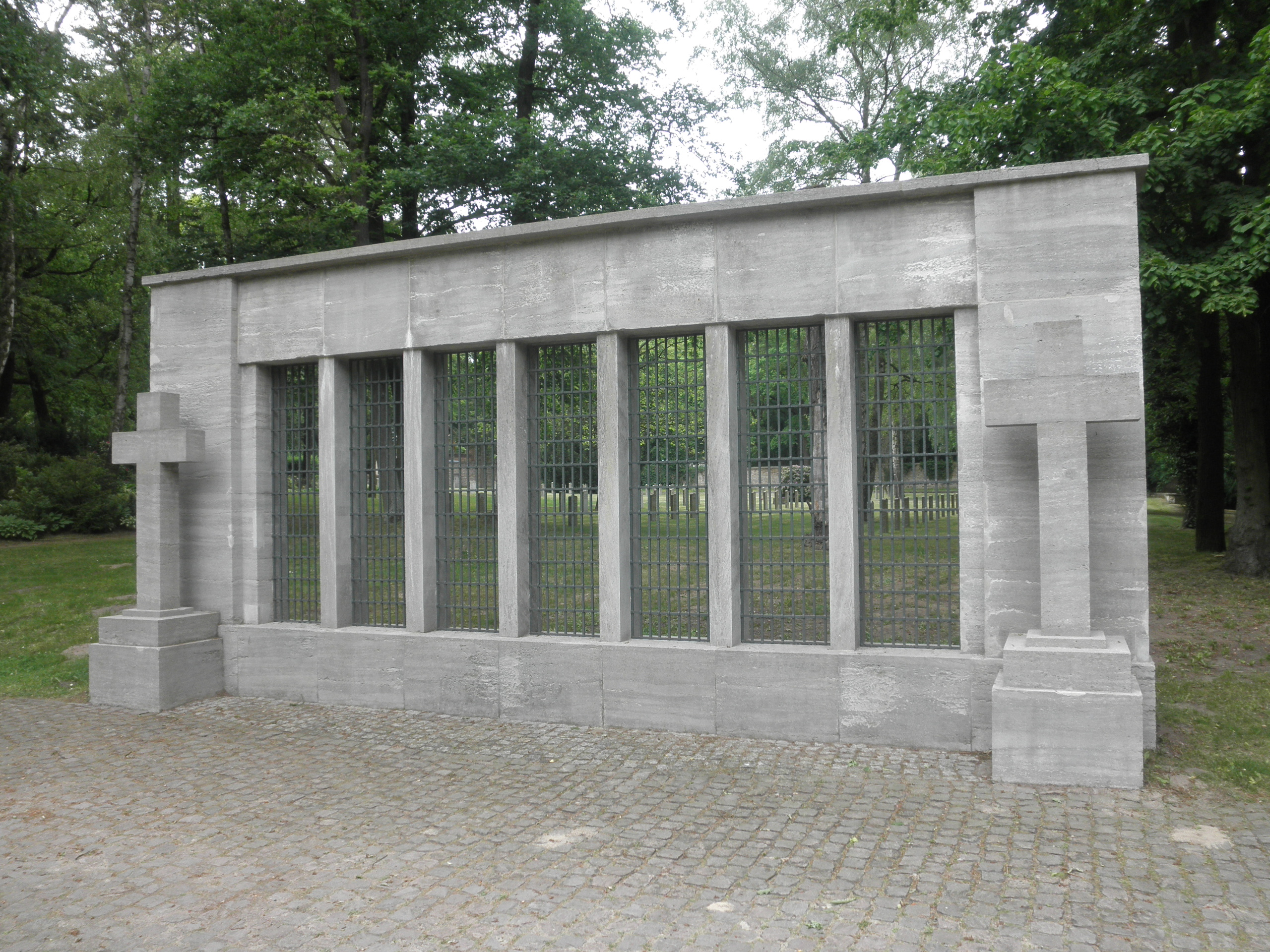
Cimetière de guerre au nouveau cimetière
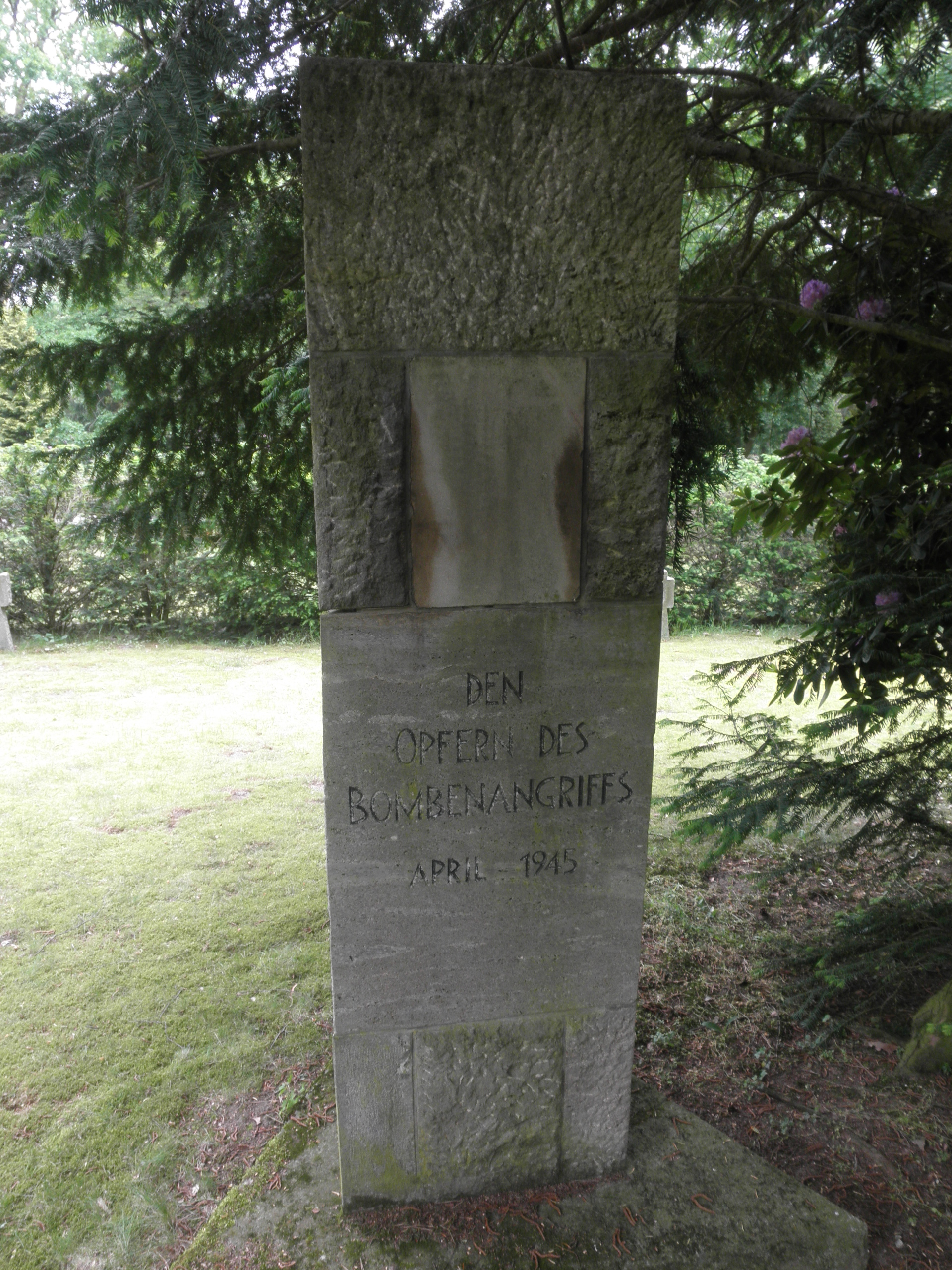
Mémorial aux victimes des attentats à la bombe sur les fosses communes du nouveau cimetière
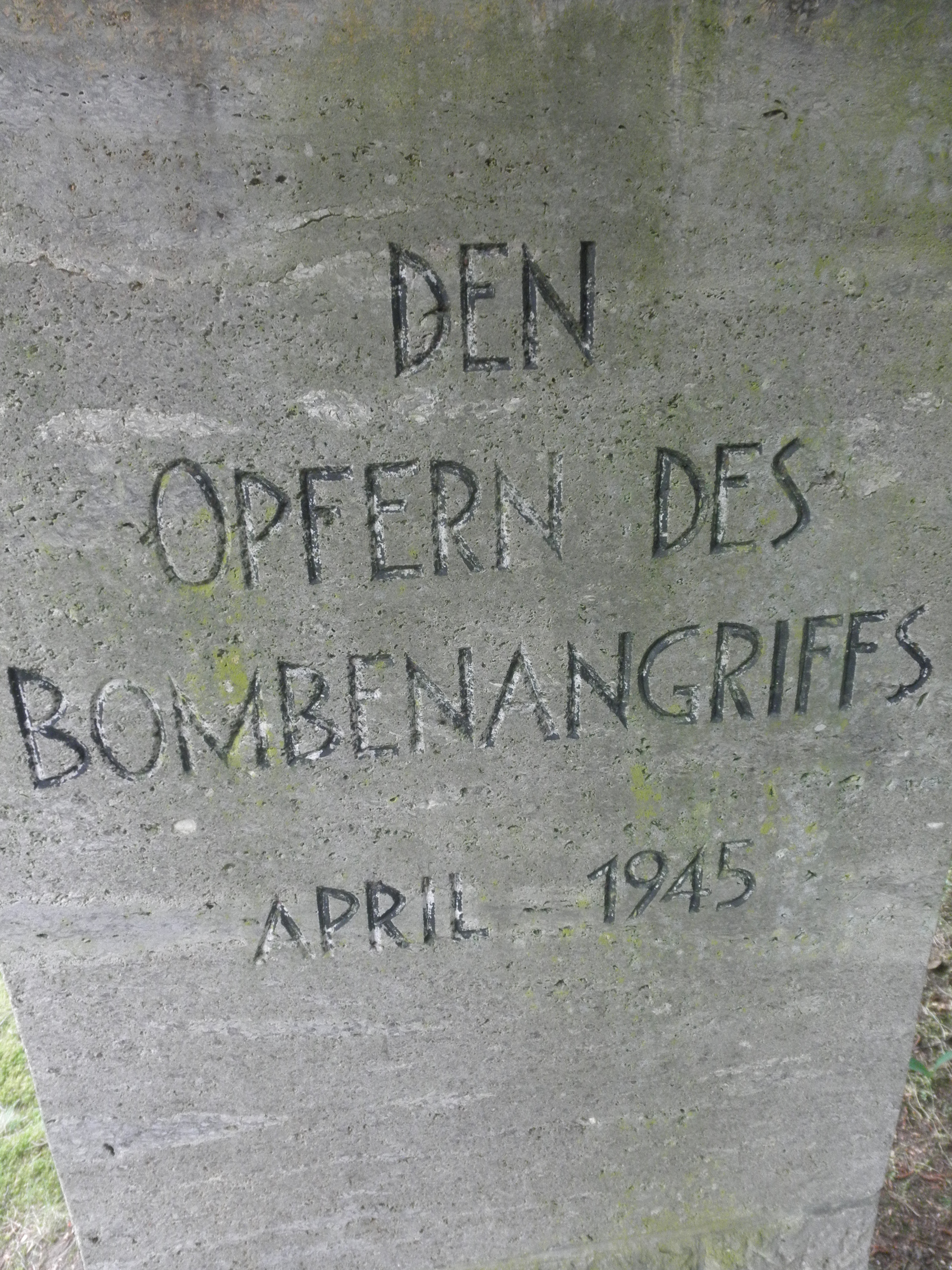
Stèle : LES VICTIMES DE L'ATTENTAT A LA BOMBE D'AVRIL 1945
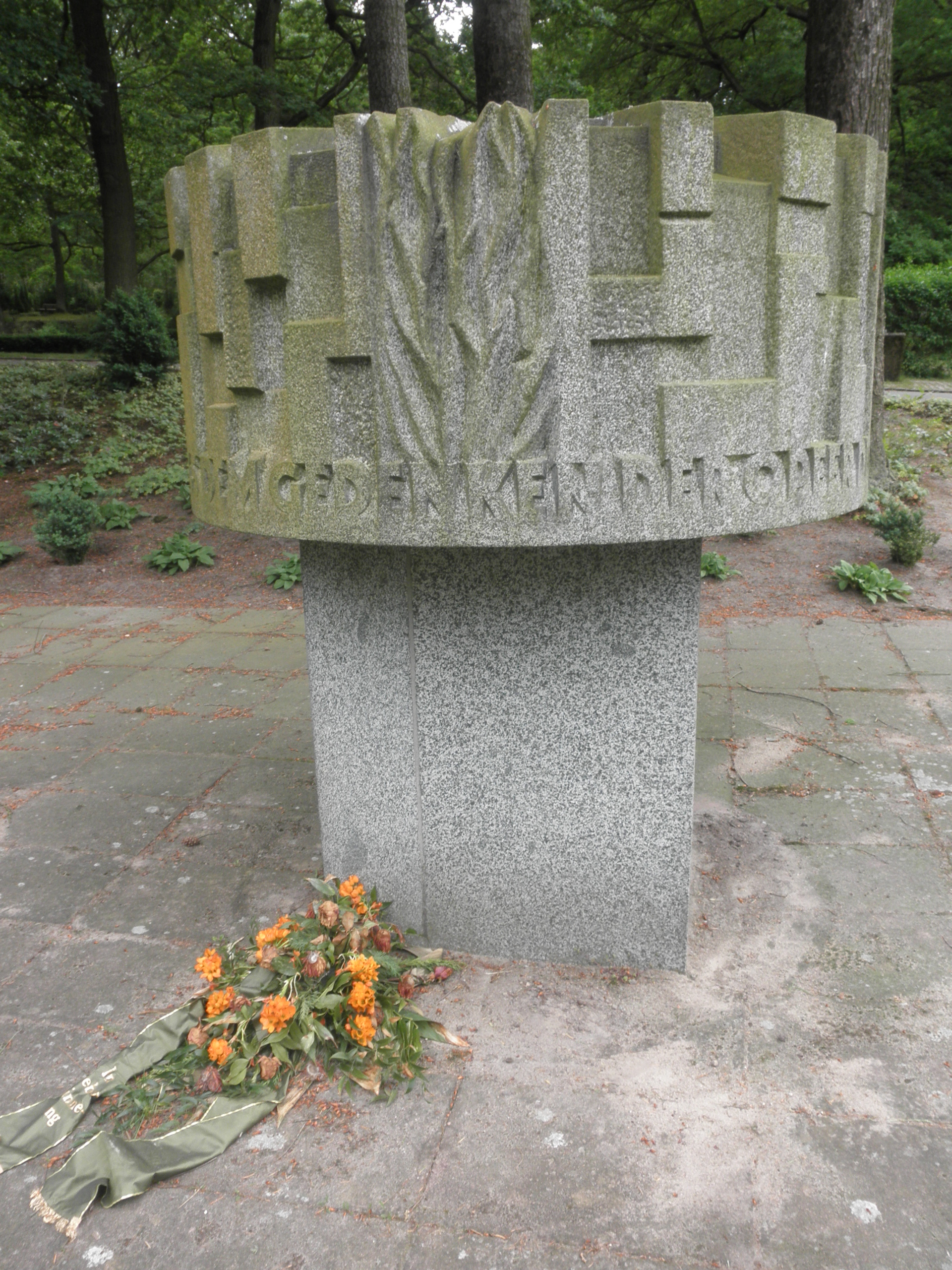
Mémorial (à partir de 1979) pour les victimes de la bombe dans le nouveau cimetière
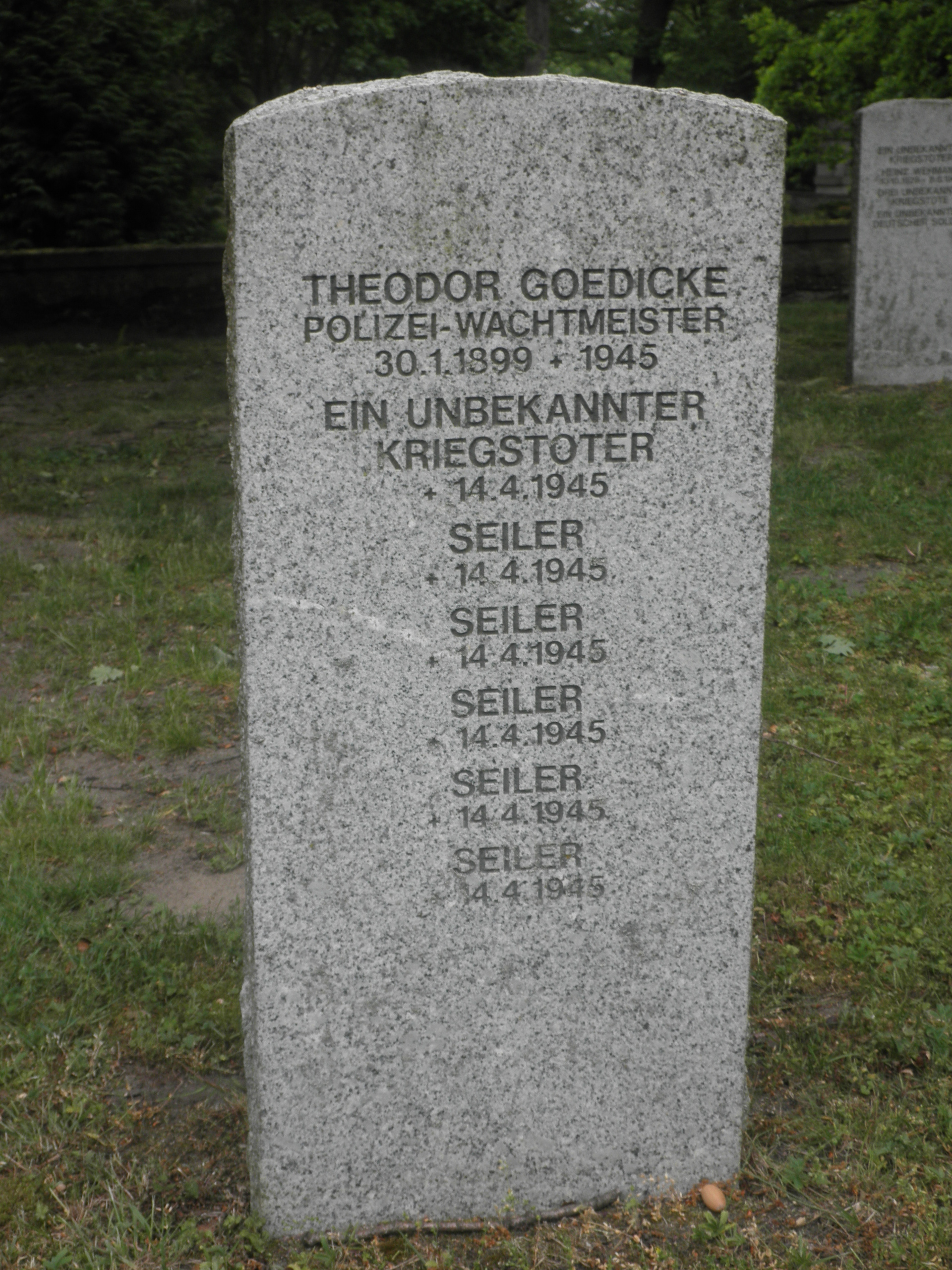
Cinq victimes de bombes d'une même famille
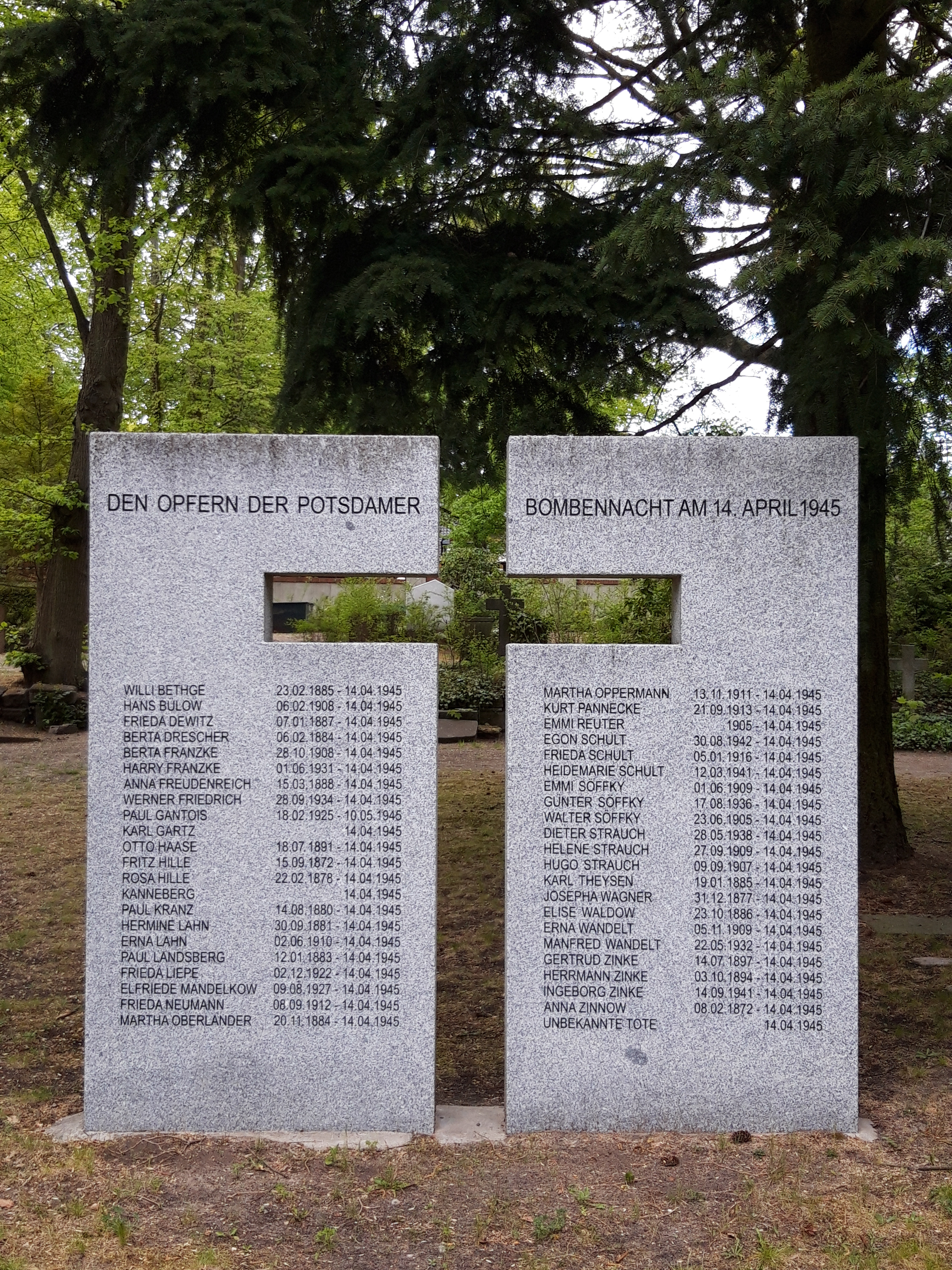
Tombes des victimes de l'attentat de Potsdam nuit au cimetière Goethestrasse à Potsdam-Babelsberg

Sur le cimetière Goethestraße à Babelsberg, il y a une pierre commémorative pour 44 habitants du quartier qui sont morts dans la nuit du bombardement.

### Événements commémoratifs
Les événements de cette nuit sont commémorés le 14 avril 2006 lors d'une manifestation à la porte de Nauen.
Le 14 avril 2013, le « Requiem de Potsdam » composé par le cantor local Björn O. Wiede, a été créé dans l'église Saint-Nicolas. Cette œuvre en huit parties, destinée à un ensemble instrumental de musique de chambre, un chœur et un soliste, emprunte quelques éléments formels au War Requiem de Britten et utilise un minimum d'effets musicaux.